# Polyplax spinigera
Polyplax spinigera – gatunek wszy z rodziny Polyplacidae. Powoduje wszawicę. Pasożytuje na drobnych gryzoniach z podrodziny nornikowatych takich jak: karczownik ziemnowodny (Arvicola amphibius), Arvicola sapidus.
Wszy te mają ciało silnie spłaszczone grzbietowo-brzusznie. Samica składa jaja zwane gnidami, które są mocowane specjalnym "cementem" u nasady włosa. Rozwój osobniczy trwa po wykluciu się z jaja około 14 dni. Występuje na terenie Europy i Azji.